# Igreja de Santa Margarida (Westminster)
A Igreja de Santa Margarida (em inglês, St. Margaret's Church) é uma igreja anglicana situada em Westminster, ao lado da Abadia de Westminster, e faz parte do sítio Palácio de Westminster, Abadia de Westminster e Igreja de Santa Margarida, patrimônio mundial da UNESCO.
A igreja foi fundada por monges beneditinos que viviam perto da Abadia de Westminster, no século XII. Foi reconstruída entre 1486 e 1523. Em 1614, os puritanos insatisfeitos com o serviço litúrgico da Abadia de Westminster, transformaram a Igreja de Santa Margarida na igreja do parlamento.
A igreja tem sido ao longo dos séculos um lugar comum para casamentos, incluindo os de Samuel Pepys e de Winston Churchill.

## Galeria de imagens

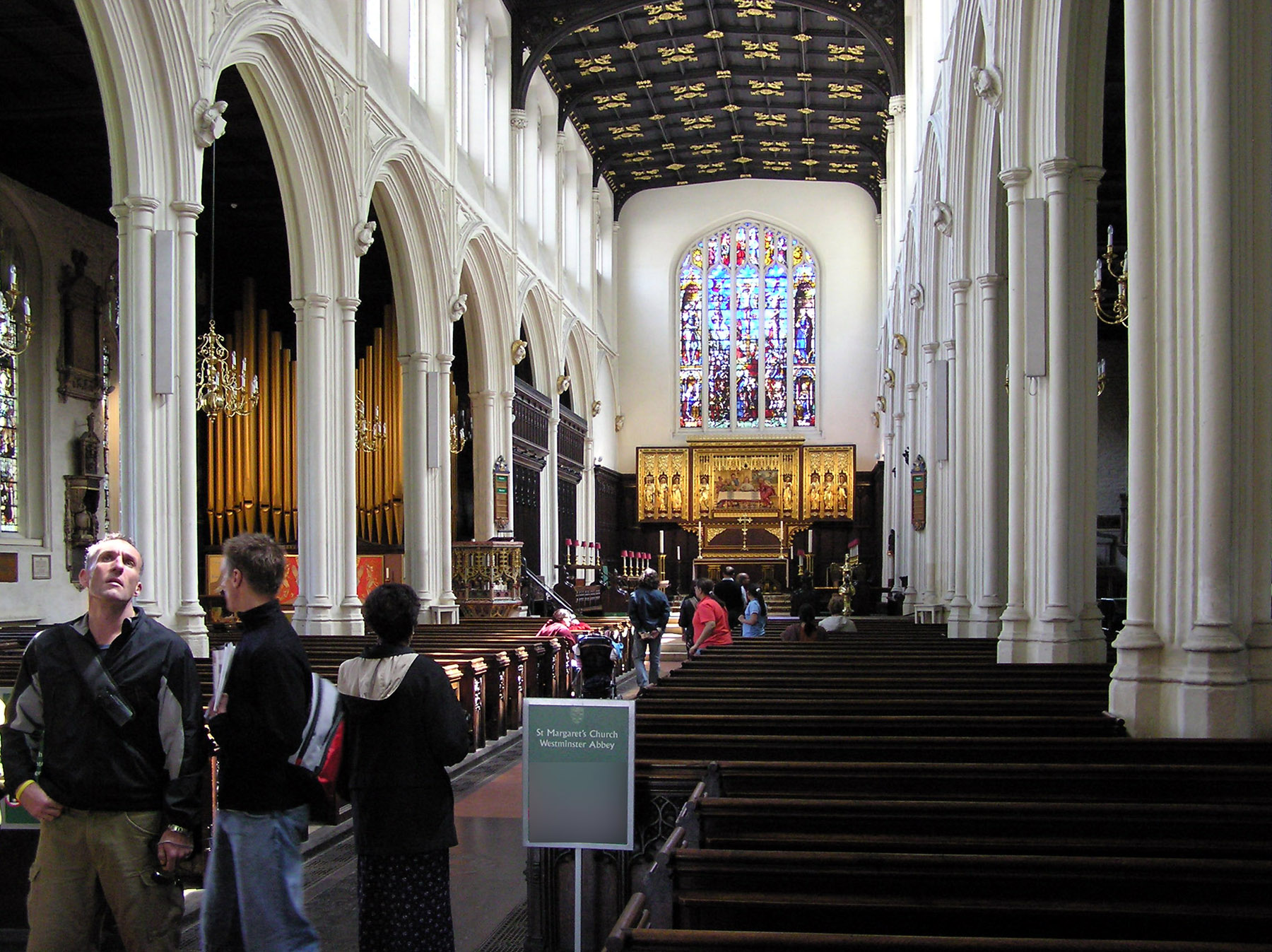
Interior da igreja
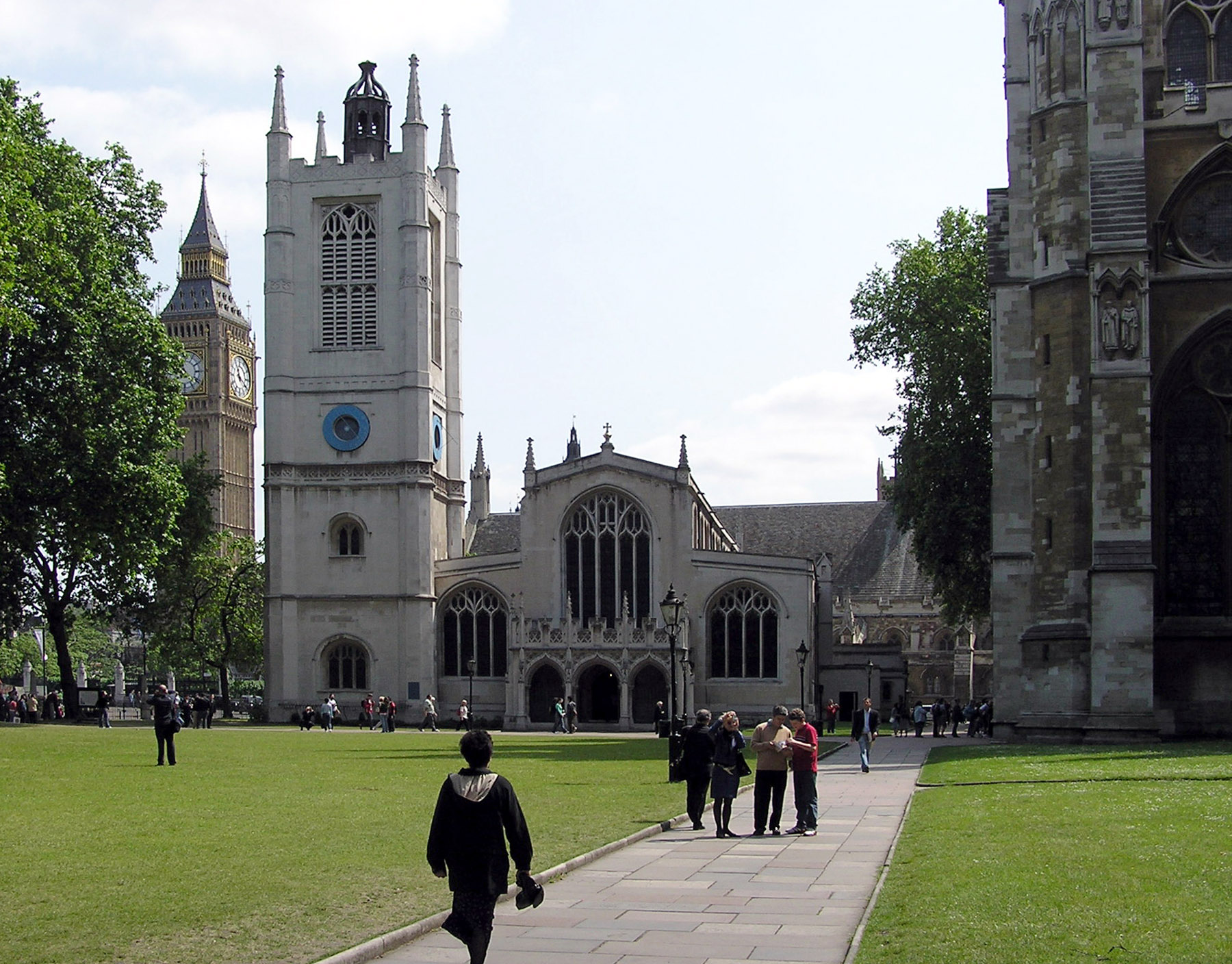
Igreja vista de longe e ao fundo o Big Ben